# Cyrtandra hololeuca
Cyrtandra hololeuca är en tvåhjärtbladig växtart som beskrevs av Brian Laurence Burtt. Cyrtandra hololeuca ingår i släktet Cyrtandra och familjen Gesneriaceae. Inga underarter finns listade i Catalogue of Life.